# Lándok

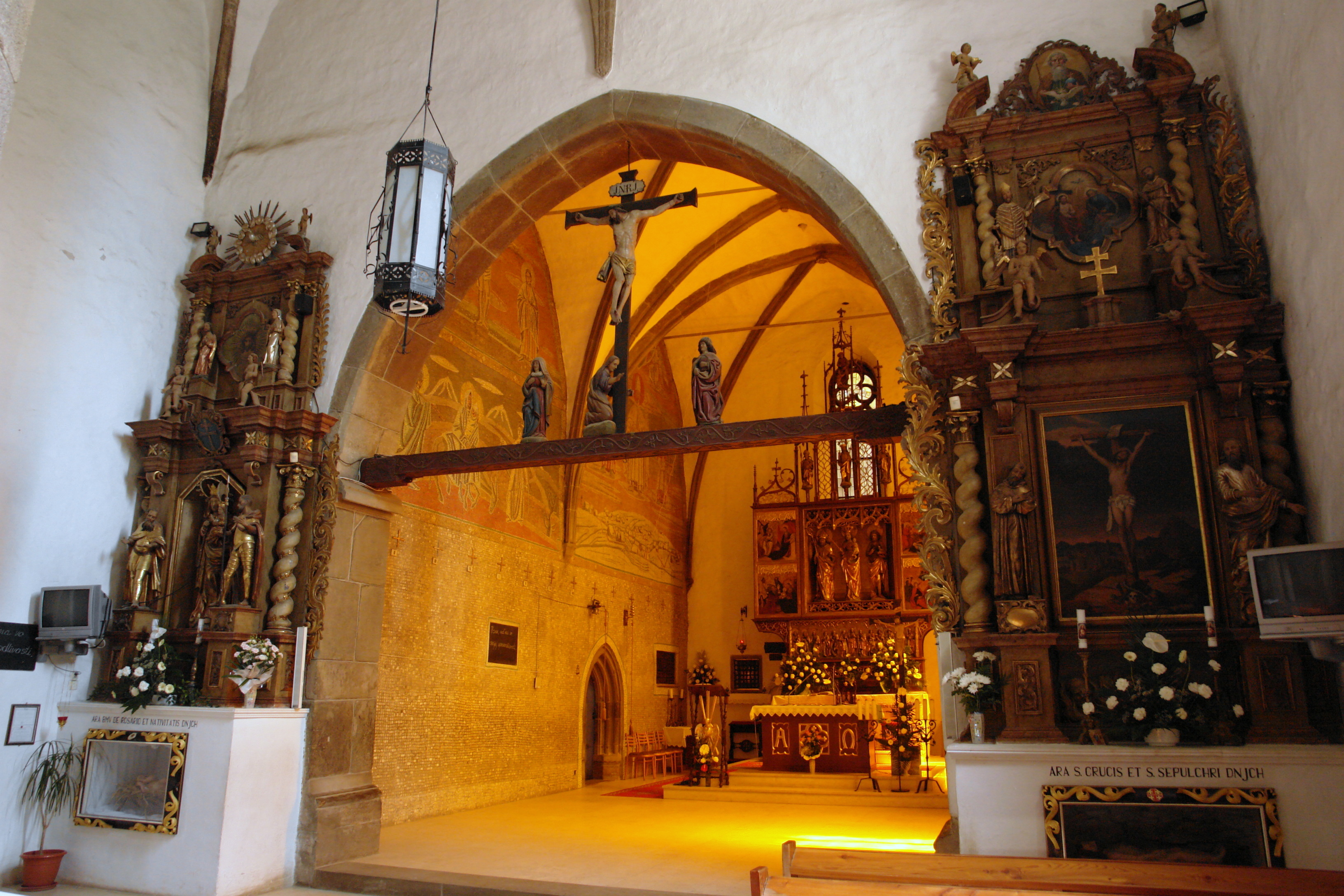
A Szent Miklós-templom

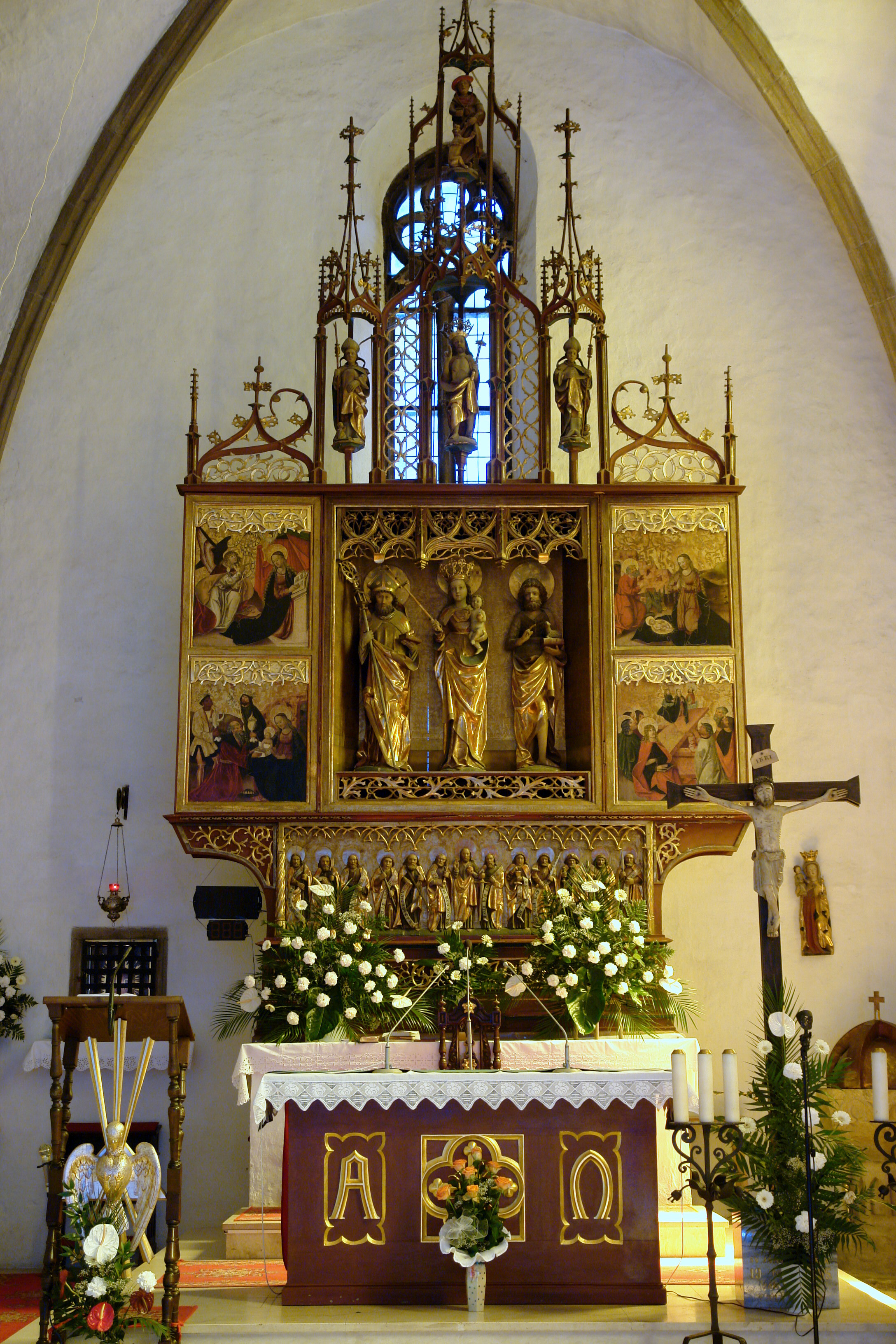
A gótikus főoltár

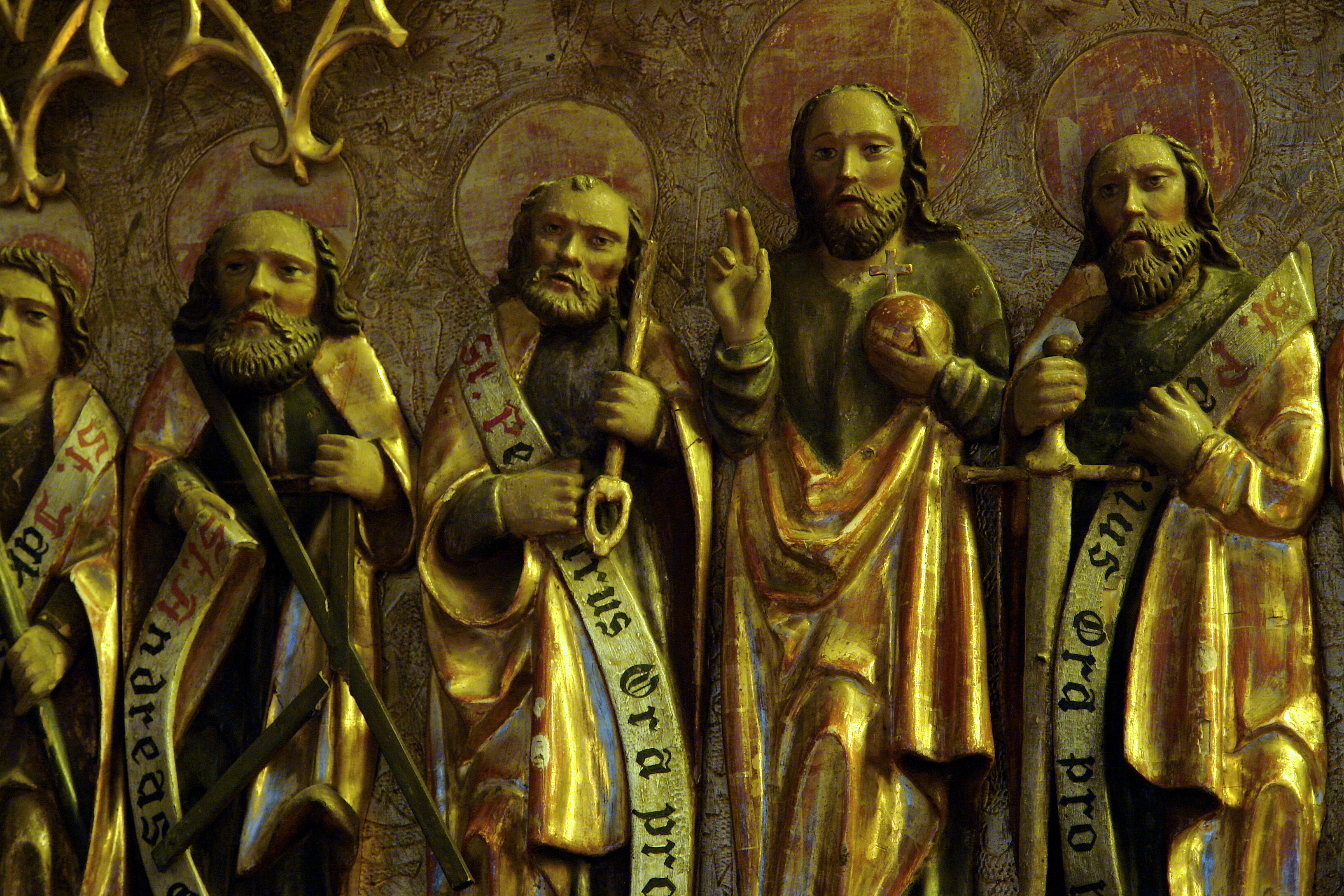
A főoltár részlete

Lándok (szlovákul Lendak, németül Landeck) község Szlovákiában, az Eperjesi kerület Késmárki járásában. Gorál falu.

## Fekvése
Késmárktól 15 km-re északnyugatra, a Béla-patak partján fekszik.

## Nevének eredete
Neve kétségkívül a német land (= föld) és eck (= sarok, szeglet) főnevek összetételéből származik. Ebből lett a magyar és a szlovák név.

## Története
A falu a 13. század közepén keletkezett a Berzeviczy család birtokaként. Első említése 1288-ból való „Landok” néven. 1313-ban a Szent Sír Lovagrend szerezte meg csere útján és kolostort épített ide, amely 1593-ban szűnt meg, amikor a falut a palocsai Horváth-Palocsay családnak adták el. Anyakönyveit 1643-óta vezetik. Iskoláját 1681-ben említik először. 1772-től területén márványt és értékes alabástromot termeltek. 1787-ben az első népszámláláskor 81 háza és 750 lakosa volt.
A 18. század végén Vályi András így ír róla: „LANDOK. Tót falu Szepes Várm. földes Ura B. Palocsay Uraság lakosai katolikusok, fekszik Kézsmárktól tsak egy mértföldnyire, Ispotállya is vagyon, határjában legelője elég, de más javai selejtesek.”
Fényes Elek 1851-ben kiadott geográfiai szótárában így ír a faluról: „Landok, tót falu, Szepes vgyeben, a Kárpátok alatt, u. p. Késmárkhoz észak-nyugotra 1 1/2 mfldnyire: 954 kath., 5 evang., 26 zsidó lak., kik sok gyolcsot szőnek, lent termesztenek. Kath. paroch. templom. Savanyuvíz. Hires mészégetés. A szántóföldeken gyakran találnak fejér kristályt, vagyis álgyémántot, Pilla és Chlatka nevű réteken fejér és kékes achátot; egy a faluhoz közellévő hegyben pedig alabastromot, s fekete márványt törnek. Az ide való prépostságot Canonici SS. Sepulchri Christi vagy Sepulchri Dominici Hierosolimitáni birták későbben, t. i. 1593-ban a hozzátartozó jószágokkal együtt Palocsay Horváth György vette meg, s ennek maradékai birják jelenleg is.”
1856-tól a Salamon család volt a birtokosa, majd 1879-ben a Hohenlohe hercegi család tulajdona lett. 1898-ban nagy tűzvész pusztított a községben. Lakói főként állattartással, szénégetéssel és szövéssel foglalkoztak. A trianoni diktátumig Szepes vármegye Késmárki járásához tartozott.
1946-ban egy nagy tűzvészben a falu kétharmada leégett. Az elektromos áramot 1958-ban vezették be a községbe.

## Népessége
| Év:            | 1994. | 2004.    | 2014.    | 2024.   |
| -------------- | ----- | -------- | -------- | ------- |
| Emberek száma: | 4018  | 4628     | 5153     | 5634    |
| Eltérés:       |       | +15,18 % | +11,34 % | +9,33 % |

| Év:            | 2023. | 2024.   |
| -------------- | ----- | ------- |
| Emberek száma: | 5567  | 5634    |
| Eltérés:       |       | +1,20 % |

1910-ben 1084, túlnyomórészt szlovák lakosa volt.
2011-ben 4989 lakosából 4816 szlovák.

## Nevezetességei
- 17. századi kastélya a gótikus kolostor átépítésével keletkezett, ma még láthatók maradványai.
- Szent Miklós plébániatemploma a 14. században épült a régebbi templom alapjain. Gótikus szárnyas oltára 1500 körül készült.
- A községben a népi építészet számos szép példája látható.